# Justice (Illinois)
Justice é uma aldeia localizada no estado americano de Illinois, no Condado de Cook.

## Demografia
Segundo o censo americano de 2000, a sua população era de 12.193 habitantes.
Em 2006, foi estimada uma população de 12.612, um aumento de 419 (3.4%).

## Geografia
De acordo com o United States Census Bureau tem uma área de 7,6 km², dos quais 7,5 km² cobertos por terra e 0,1 km² cobertos por água.

## Localidades na vizinhança
O diagrama seguinte representa as localidades num raio de 8 km ao redor de Justice.